# ネロ・パッツァフィーニ
ネッロ・パッツァフィーニ（Nello Pazzafini, 1933年5月15日 – 1997年11月27日）は、非常に多くのペプラム映画（史劇アクション）、マカロニ・ウエスタン、ポリツィオッテスキ（警察物）に脇役や主として絡み役として出演したイタリアのスタントマン出身の映画俳優。スタント・コーディネーターを兼任したり、フェンシングに長けたことから殺陣師を務めたこともある。元はサッカー選手や用心棒として働いていた。身長191センチメートル。
俳優としての特徴
1950年代からペプラム物の端役を務めていたが、その個性がクローズアップされたのが1960年代半ばからのマカロニ・ウエスタンである。屈強な体躯とイカツイ風貌から悪役のタフな手下役が目立ったが、時にはコミカルな味も出した。特にジュリアーノ・ジェンマとは息が合い、『南から来た用心棒』、『さいはての用心棒』（共に1966年）、『荒野の一つ星』（1967年）等で印象を残し、主人公を助ける役どころも演じた。他には多くのマカロニ・ウエスタンに出たが、『ポセイドン・アドベンチャー』（1972年）で知られるロナルド・ニームとクリフ・オーウェンが共同監督のハリウッド映画『ダイヤモンド作戦』（1966年）にもマカロニ・ウエスタンの悪役俳優として知られるダニエレ・ヴァルガスと共に顔を出している。
ジョルジオ・フェローニやミケーレ・ルーポ、セルジオ・ソリーマ、フェルディナンド・バルディ、アルフォンソ・ブレスチア、ウンベルト・レンツィ、フェルナンド・ディ・レオそしてルチオ・フルチ等の数多の娯楽映画の職人監督の玉石混交の作品群に起用された。また、ジェンマを始め、スティーヴ・リーヴス、リー・ヴァン・クリーフ、ジェームズ・ガーナー、フランコ・ネロ、マーティン・バルサム、チャック・コナーズ、ジャック・パランス、トーマス・ミリアン、テレンス・ヒル&バッド・スペンサー等々内外のスターたちと共演した。
声を失って
その後もアクション物を主戦場として活躍したが、後年のセルジオ・マルティーノ監督の『ハチェット無頼』（1977年/未/dvd）、ウンベルト・レンツィ監督の『アイアンマスター』（1983年/未/ビデオ）、スティーヴ・ベンスン（ジョー・ダマート）監督の『核戦士シャノン』（1983年/未/ビデオ）、吉川晃司主演、トニーノ・ヴァレリイ監督のイタリアと日本とスイス合作の『シャタラー』（1987年/未/ビデオ）等でも存在感を示したが、台詞が無い殺し屋やアクション要員の役柄が殆どだった。
ハリウッド映画への出演
1980年代にはジョン・ミリアス監督がスペインで撮った『コナン・ザ・グレート』（1982年）の大ヒットを受けて、イタリアでも低予算ながらも亜流作品が連作された。その流れでリチャード・フライシャー監督、アーノルド・シュワルツェネッガー主演の『レッドソニア』、リチャード・ギア主演の『キング・ダビデ/愛と闘いの伝説』（共に1985年）と言ったハリウッド資本の史劇映画大作がイタリアで撮影された。
パッツァフィーニはリチャード・ドナー監督の中世を舞台にした『レディホーク』（1985年）やキャノン映画製作、ルッジェロ・デオダート監督の古代活劇『グレート・バーバリアン』（1987年/未/ビデオ）に出演した。もっともこれ等は正確には合作映画で、役どころも手下や取り巻きと言ったクレジットに名の無い端役だった。これらの作品にはかつてペプラム物やマカロニ・ウエスタン華やかりし頃に活躍したベニート・ステファネッリ&マルコ・ステファネッリ父子やジョヴァンニ・チャンフリーリア、オメロ・カパンナ等のアクションのベテランが参加しており、往時を偲ばせる。
芸名と変名について
因みに、ネロ・パッツァフィーニ（ネロ・パザフィーニ、ネッロ・パッツァフィーニと片仮名表記されることもある）は通り名の様なもので、正しくはジョヴァンニ・パッツァフィーニ（Giovanni Pazzafini）と言う。尚、ジョヴァンニ・パッツォフィーニ（Giovanni Pazzofini）、ジョヴァンニ・パッツォフィン（Giovanni Pazzofin）、テッド・カーター（Ted Carter）、レッド・カーター（Red Carter）、ジョン・カレイ（John Carey）、ナット・ウィリアムズ（Nat Williams）、ジーン・マーティン（Gene Martin）、ネッド・スタインバーグ（Ned Steinberg）、ロバート・ブラック（Robert Black）、ピーター・サーテス（Peter Surtess）の変名でクレジットされることもあり、時にはクレジットされないこともあった。

## 部分フィルモグラフィー
- 『アルプス征服軍/ハンニバル』（1959年）（クレジット無し）（東宝から発売済み）エドガー・G ・ウルマー監督、ヴィクター・メーテュアー、リタ・ガム出演
- 『ロード島の要塞』（1961年）（クレジット無し）（大映から発売済み）セルジオ・レオーネ監督、ロリー・カルフーン、レア・マッサリ、ジョルジュ・マルシャル出演
- ロビンフッドの勝利（1962年）
- ヘラクレスと黒海賊団（1964）
- 3アベンジャーズ（1965）
- 『荒野の1ドル銀貨』（1965年）（東映/東北新社から発売済み）カルヴィン・ジャクスン・パジェット（ジョルジオ・フェローニ）監督、モンゴメリー・ウッド（ジュリアーノ・ジェンマ）出演
- 『ダイヤモンド作戦』（1966年）ロナルド・ニーム、クリフ・オーウェン共同監督、ジェームズ・ガーナー、メルナ・メルクーリ、サンドラ・ディー、アンソニー・フランシオサ出演
- 『続・さすらいの一匹狼』（1966年）（パック・インから発売済み）ジョージ・フィンレイ（ジョルジオ・ステガーニ）監督、モンゴメリー・ウッド（ジュリアーノ・ジェンマ）、イヴリン・ステュワート出演
- 『復讐のガンマン』（1966年）セルジオ・ソリーマ監督、リー・ヴァン・クリーフ、トーマス・ミリアン、ウォルター・バーンズ出演
- 『南から来た用心棒』（1966年）（東芝映像から発売済み）ミケーレ・ルーポ監督、ジュリアーノ・ジェンマ、コリンヌ・マルシャン、フェルナンド・サンチョ出演
- 『さいはての用心棒』（1966年）（日本コロムビアから発売済み、NHKビジュアルブックから再発売済み）カルヴィン・J・パジェット（ジョルジオ・フェローニ）監督、ジュリアーノ・ジェンマ、ジャック・セルナス、ソフィー・ドーミエ、ホセ・カルヴォ、アンヘル・デル・ポソ出演
- 『血闘のジャンゴ（血斗のジャンゴ）（流血の用心棒）』（1967年）セルジオ・ソリーマ監督、ジャン・マリア・ヴォロンテ、トーマス・ミリアン、ウィリアム・バーガー出演
- 『続・復讐のガンマン/走れ・男・走れ！』（1967年/未/DVD）セルジオ・ソリーマ監督、トーマス・ミリアン、ドナルド・オブライエン出演
- 『荒野の一つ星』（1967年）（東芝映像から発売済み）カルヴィン・J・パジェット（ジョルジオ・フェローニ）監督、ジュリアーノ・ジェンマ、テレサ・ジンペラ出演
- 『必殺の二挺拳銃』（1967年）ジョルジオ・フェローニ監督、アンソニー・ステッフェン、リチャード・ワイラー出演
- 『オーウェルロックの血戦』（1967年/未/テレビ放映/DVD）ジョージ・リンカーン（リッカルド・フレーダ）監督、イヴ・ボワッセ助監督、マーク・デーモン、スティーヴン・フォーサイス出演
- 『暴力の日々』（1967年/未ソフト化）アル・ブラッドレイ（アルフォンソ・ブレスチア）監督、ピーター・リー・ローレンス出演
- 募集（1967）
- 『砂漠の戦場/エル・アラメン』（1968年）（パック・インから発売済み）カルヴィン・ジャクスン・パジェット（ジョルジオ・フェローニ）監督、フレデリック・スタッフォード、ジョージ・ヒルトン、エンリコ・マリア・サレルノ、マイケル・レニー、ロベール・オッセン（ロンメル元帥役）、エットーレ・マンニ、ジェラール・エルテル、クルト・ユルゲンス（カメオ出演）出演
- 『死に場所を探すジョー』（1968年/未ソフト化）A・アスコット（ジュリアーノ・カルニメーオ）監督、ジェフリー・ハンター、パスカル・プティ出演
- 『地獄の一匹狼』（1968年）（DVD＝ワイルド・イースト（米）、コード・レッド（米））アレックス・バークス（カミロ・バッツォーニ）監督、スティーヴ・リーヴス、ウェイド・プレストン出演
- 『さらば殺し屋』（1968年/未/DVD）プリモ・ツェーリオ監督、ピーター・リー・ローレンス出演
- アンマサクロあたり7ピストル

- Bootleggers （1969）
- 『女戦士ゼナベル』（1969年/未/ビデオ）（大映から発売済み）ルッジェロ・デオダート監督、ジョン・アイアランド、ライオネル・スタンダー出演
- 『警視の告白』（1970年）（クレジット無し）（ポニーから発売済み）ダミアーノ・ダミアーニ監督、マーティン・バルサム、フランコ・ネロ、マリル・トロ出演
- 『炎の戦士/ロビン・フッド』（1970年/未/ビデオ/テレビ放映）（にっかつから発売済み）ジョルジオ・フェローニ監督、ジュリアーノ・ジェンマ、マーク・デーモン、マルコ・アドルフ（マリオ・アドルフ）出演
- 『墓場と呼ばれた男』（1971年/未ソフト化）アンソニー・アスコット（ジュリアーノ・カルニメーオ）監督、ジャンニ・ガルコ、ウィリアム・バーガー出演
- 『精霊と呼ばれた男』（1971年/未ソフト化）アンソニー・アスコット（ジュリアーノ・カルニメーオ）監督、ジャンニ・ガルコ出演
- 『続・荒野の無頼漢』（1972年/未/テレビ放映）アンソニー・アスコット（ジュリアーノ・カルニメーオ）監督、ジョージ・ヒルトン、リンカーン・テート、ペーター・ベルリング出演
- 『新・さすらいの用心棒（新・さすらいの用心棒/ベン&チャーリー）』（1972年/未/テレビ放映/DVD）ミケーレ・ルーポ監督、ジュリアーノ・ジェンマ、ジョージ・イーストマン出演
- 『続シンジケート』（1973年）アルベルト・デ・マルティーノ監督、トーマス・ミリアン、マーティン・バルサム、フランシスコ・ラバル出演
- 血と弾丸（1976）
- 『華麗なる復讐』（1974年）ミケーレ・ルーポ監督、リー・ヴァン・クリーフ、トニー・ロ・ビアンコ出演
- 『超犯罪/ハイクライム（死神の骨をしゃぶれ）』（1974年）（クレジット無し）エンツォ・G ・カステッラーリ監督、フランコ・ネロ、ジェームズ・ホイットモア、フェルナンド・レイ出演
- 『アマゾネス対ドラゴン/世紀の激突』（1974年）（ヘラルド/東芝映像から発売済み）アル・ブラッドレイ（アルフォンソ・ブレスチア）監督、ニック・ジョーダン（アルド・カンティ）出演
- 『カランボラ』（1974年/未ソフト化）フェルディナンド・バルディ監督、マイケル・コビー（アントニオ・カンタフォーラ）、ポール・スミス出演
- 『カランボラ2』（1975年/未ソフト化）フェルディナンド・バルディ監督
- 『ジャック・パランスの殺し屋稼業』（1976年/未/ビデオ）（ジャパンホームビデオから発売済み）アル・ブラッドレイ（アルフォンソ・ブレスチア）監督、ジャック・パランス、ジョージ・イーストマン出演
- 『ザ・シシリアン/復讐の挽歌』（1976年/未/ビデオ/DVD）（大陸書房から発売済み、コアラブックスから再発売済み）フェルナンド・ディ・レオ監督、ジャック・パランス、エドマンド・パードム出演
- 『ハチェット無頼』（1977年/未/DVD）（クレジット無し）セルジオ・マルティーノ監督、マウリツィオ・メルリ出演
- 『野獣死すべし』（1980年/未/ビデオ）ルチオ・フルチ監督、ファビオ・テスティ出演
- マフィアトライアングル（1981）
- 『世紀末戦士アトー/炎の聖剣』（1982年/未/ビデオ）（バップから発売済み）デーヴィッド・ヒルズ（ジョー・ダマート）監督、マイルズ・オキーフ出演
- 『世紀末戦士アトー2/大魔王ゾブの牙城』（1982年/未/ビデオ）（バップから発売済み）デーヴィッド・ヒルズ（ジョー・ダマート）監督、マイルズ・オキーフ出演
- 『未来から来たハンター/ヨオ』（1983年/未/ビデオ）（HRSフナイから発売済み）（クレジット無し）アンソニー・M・ドースン（アントニオ・マルゲリーティ）監督、レブ・ブラウン、コリンヌ・クレリー出演
- 『アイアンマスター』（1983年/未/ビデオ）（大映から発売済み）ウンベルト・レンツィ監督
- 『核戦士シャノン』（1983年/未/ビデオ）（キング・ビデオ/東北新社から発売済み）ステーヴ・ベンスン（ジョー・ダマート）監督、アル・クライヴァー（ピエールルイジ・コンティ）、ゴードン・ミッチェル出演
- 『未来女戦士/炎のアマゾネス』（1984年/未/ビデオ）（クレジット無し）（東映/東北新社から発売済み）アヴィ・ネーシャー監督、サンダール・バーグマン、ゴードン・ミッチェル、ハリスン・ミューラー出演
- 『笑激のダブルトラブル』（1984年/未/ビデオ）（RCA/コロンビアから発売済み）テレンス・ヒル、バッド・スペンサー出演
- 『レディホーク』（1985年）（クレジット無し）（CBS/フォックスから発売済み）リチャード・ドナー監督、ルトガー・ハウアー、ミシェル・ファイファー出演
- 『シャタラー』（1986年/未/ビデオ）（アポロン音楽産業から発売済み）トニーノ・ヴァレリー監督、アンディー・J・フォレスト、吉川晃司、三船敏郎、ミンモ・パルマーラ出演
- 『グレート・バーバリアン』（1987年/未/ビデオ）（クレジット無し）（タイム/ワーナーから発売済み）ルッジェロ・デオダート監督、バーバリアン兄弟（デーヴィッド&ピーター・ポール）、リチャード・リンチ、マイケル・ベリーマン、ジョージ・イーストマン（ルイジ・モンテフィオーリ）出演
- 『怒りの戦士/スーパー・コマンダー』（1988年）（クレジット無し）（東芝映像から発売済み）レアンドロ・ルケッティ監督、リチャード・ラウンドトゥリー、ハリスン・ミューラー出演